# Blekingegadebanden

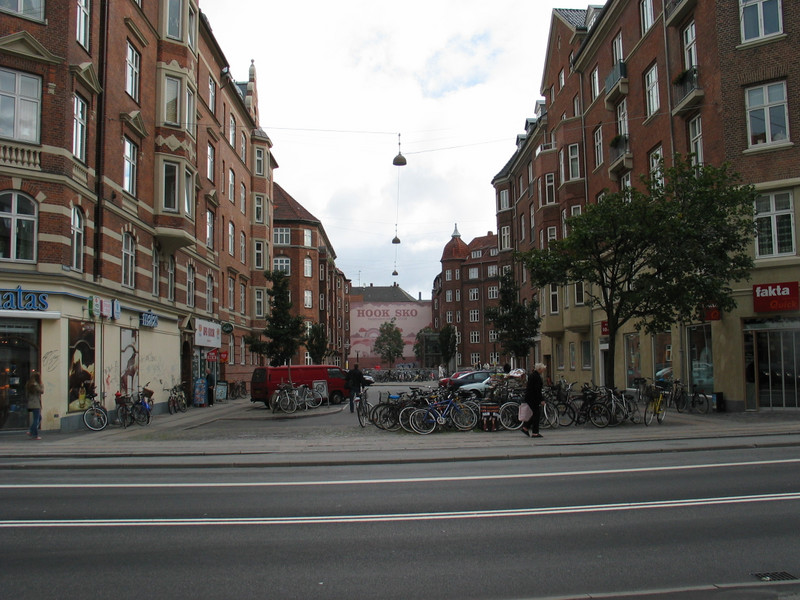
Blekingegade im Kopenhagener Stadtteil Amager im Jahr 2004

Blekingegadebanden (deutsch Blekingegade-Bande) war der Name einer Gruppe, den die dänischen Medien einer linksgerichteten bewaffneten Untergrundorganisation gaben, die von Dezember 1972 bis Mai 1989 politisch motivierte Kriminalität beging. So unterstützte die Gruppe unter anderem die politische und militärische Palästinenserorganisation Volksfront zur Befreiung Palästinas (kurz PFLP). Nach dem Aufspüren einer Wohnung im ersten Stock in der Blekingegade 2 in Kopenhagen, die die Gruppe als Waffenlager und Operationszentrale nutzte, benannte die dänische Presse den Fall nach der Adresse.

## Geschichte der Gruppe
Die politische Keimzelle der Gruppe war der Kommunistische Arbeitskreis (Kommunistisk Arbejdskreds, kurz KAK), der sich 1978 auflöste. Einige von deren Anhängern setzten ihre Arbeit in der Manifest-Kommunistisk Arbejdsgruppe (kurz M-KA) fort. Motivation dieser Organisationen war es, mit legalen und illegalen Mitteln, Befreiungsbewegungen in der Dritten Welt zu unterstützen. Im Verlauf der 1980er Jahre wurde die Gruppe angeklagt, eine Vielzahl von Raubüberfällen auf Banken, Postämter, auf das Kaufhaus Daells Varehus in Nørrebro und auf einen Geldtransport am Lyngbygårdsvej in Kongens Lyngby im Jahr 1983 begangen zu haben. Zudem wurden sie bezichtigt, die Entführung von Jörn Rausing, dem Sohn des schwedischen Industriellen Gad Rausing, zur Erpressung eines Lösegelds von 300 Mio. DKK geplant zu haben. Des Weiteren erbeutete die Gruppe bei Raubzügen in Schweden Waffen und Munition, die in die Wohnung in der Blekingegade geschafft und dort aufbewahrt wurden. Nachfolgend wurden 1991 insgesamt folgende sieben Personen am Østre Landsret, dem Landgericht für Ostdänemark, verurteilt: Jan Weimann (heute Jan Jakobsen), Niels Jørgensen, Torkil Lauesen, Carsten Nielsen, Peter Døllner, Bo Weimann (heute Bo Weymann) und Karsten Møller Hansen.

### Ideologie
Die ideologische Basis der Gruppe lag in der sogenannten Snylterstatsteori („Schmarotzerstaattheorie“). Die Gruppe nutzte den dialektischen Materialismus, um den Hauptgegensatz gegenüber dem westlichen Kapitalismus ausfindig zu machen und zu unterstützen, in dessen Lage sie die Bevölkerung in der Dritten Welt sahen. Das primäre Ziel der Gruppe richtete sich auf die internationale Solidarität mit unterdrückten Völkern oder wie sie selbst später in einem Artikel 2009 beschrieben, „mit dem Auftakt von Wirklichkeit und Snylterstatsteorien waren wir der Auffassung, dass der Widerspruch zwischen den Arbeitern und den Kapitaleignern der westlichen Welt stark geschwächt werden würde. Die Arbeiterklasse und die Kapitaleigner hätten auf kurze Sicht ein gemeinsames Interesse, Profite aus den Ländern der Dritten Welt zu ziehen, auch wenn sie einen Lohnkampf um die Verteilung führten.“
Der dänische KAK brach 1969 mit der Kommunistischen Partei Chinas (KPCh), da die Chinesen nach den 1968er-Unruhen der Ansicht waren, dass „in Westeuropa eine gigantische Massenbewegung herrschte.“ Die spätere dänische M-KA nahm keinen Kontakt auf zur chinesischen KP. Sein Vorläufer, der dänische KAK, und die KP Chinas waren sich über Vieles grundlegend uneinig, doch der führende Gründer der KAK, der dänische Marxist und Sozialist Gotfred Appel (1924–1992), hoffte, dass China beim Aufbau des Sozialismus den gleichen Fehler wie die Sowjetunion begehen würde. Der KAK sah es als sein wichtigstes Ziel an, die Befreiungsbewegungen in der Dritten Welt zu unterstützen, wohingegen Chinas KP einen ihrer Schwerpunkte auf den Kampf der Arbeiterklasse in der westlichen Welt legte.
1969 kam es durch in Schweden wohnhafte Palästinenser zum Kontakt zwischen der 1963 gegründeten KAK und der Volksfront zur Befreiung Palästinas. 1970 fuhren zwei Mitglieder der KAK zum Ausbildungslager der Volksfront nach Jordanien, wo sie unter anderem das Schießen und das Herstellen von Bomben erlernten. Im darauffolgenden Jahr folgten ihnen weitere Mitglieder der KAK.

### Mord beim Postamt in der Købmagergade

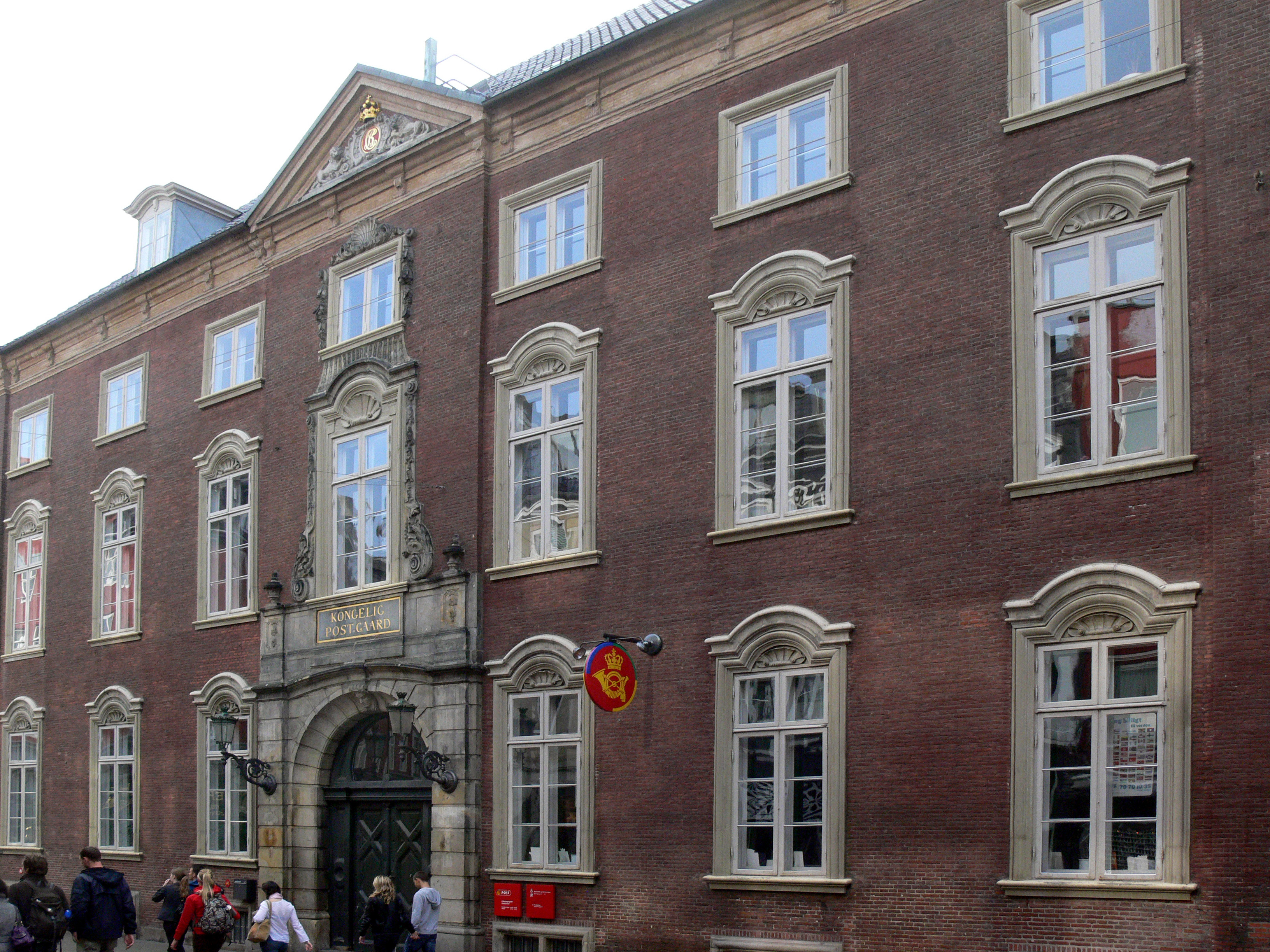
Postamt in der Købmagergade (Købmagergades Postkontor) in Kopenhagen (2007)

Der schwerste Vorfall ereignete sich am 3. November 1988, als der 22-jährige Polizist Jesper Egtved Hansen in Verbindung mit einem Raubüberfall auf das Postamt in der Købmagergade erschossen wurde. Er starb durch Kopfschuss, nachdem ein Mitglied der Gruppe einen Schuss mit einer abgesägten Jagdflinte abgegeben hatte, wobei der junge Polizist durch eine Schrotkugel in einem Auge getroffen wurde. Die Blekingegadebanden erbeutete beim Raub rund 14 Mio. Kronen.
Die Untersuchung des Mordes, der aufgrund des Verdachts politischer Motivation auch die Aufmerksamkeit des dänischen Inlandsgeheimdienstes PET auf sich zog, führte im April 1989 zur Verhaftung von vier Mitgliedern der Gruppe. Im Mai 1989 verursachte Carsten Nielsen, der noch auf freiem Fuß war, auf einer Straße zwischen den Kopenhagener Vorstädten Holte und Birkerød einen Unfall. In seinem Auto befand sich die Adresse der Wohnung in der Blekingegade. Die dänische Polizei war seit der Verhaftung der anderen Mitglieder im Besitz von Wohnungsschlüsseln, konnte aber trotz intensivem Einsatz nicht die zugehörige Wohnung aufspüren. Erst durch den Unfall kam es zur Enttarnung der Wohnung in der Blekingegade, in der sich ein Lager an Panzerabwehrhandwaffen, Pistolen, Sprengstoff, Maschinengewehren, Munition, technischer Ausrüstung und diversen Plänen und Anleitungen für bis dahin unaufgeklärte Raubüberfälle befand. Zudem sammelte die Gruppe Informationen zu über 300 Personen, die sich öffentlich für die Unterstützung Israels aussprachen, womit sie bezweckten, potentielle israelische Spione zu enttarnen. Die Kartei wurde in der Presse als „Judenkartei“ (Jøde-kartoteket) oder Z-file (für „Zionisten-Datei“) gehandelt.
Das Aufdecken der Operationszentrale der Blekingegade-Bande führte zur Verhaftung der übrigen Mitglieder der Gruppe.

## Gerichtsverfahren
Das Gerichtsverfahren gegen sieben der Angeklagten fand im September 1990 durch ein Geschworenengericht am Østre Landsret statt und endete am 2. Mai 1991. Drei der Bandenmitglieder wurden zu zehn Jahren Gefängnis verurteilt, während die übrigen zu acht, sieben, drei beziehungsweise einem Jahr verurteilt wurden. Zwei der Angeklagten gaben ihre Schuld teilweise zu, während drei auf unschuldig plädierten. Alle weigerten sich auszusagen, wer noch am Raub in der Købmagergade teilgenommen hatte. Neben diesem Raub bezog sich das Urteil auf grobe Hehlerei, Übertretung des Waffengesetzes, umfassende Urkundenfälschung und schweren Raub.
Während des Gerichtsverfahrens gelang es der Polizei nicht, die Identität des Mörders aufzudecken. Und da die Polizei nicht den Beweis erbringen konnte, dass der Mörder den Polizisten vorsätzlich erschossen hatte, war es auch nicht möglich, alle am Raub Beteiligten nach § 23 des dänischen Strafgesetzbuches (Mitwirkung an einem Verbrechen) wegen Mordes zu verurteilen, weshalb sie lediglich wegen besonders schweren Raubes verurteilt wurden. Das Verfahren gegen den Schweizer Marc Rudin wurde erst im Jahr 1993 durchgeführt, weil er in der Türkei aufgegriffen wurde und erst von dort ausgeliefert werden musste. Auch er wurde lediglich wegen Raubes und nicht wegen Mordes verurteilt.
Während des Gerichtsverfahrens wurden umfangreiche Sicherheitsmaßnahmen getroffen. Dass der Rechtsstreit Material enthielt, das der Geheimdienst PET durch Abhören gewonnen hatte, und das die Staatsanwaltschaft daher so weit wie möglich vor den Verteidigern und der Presse zurückzuhalten versuchte, gab Anlass zu einer intensiven öffentlichen Debatte. Die Weigerung der Staatsanwaltschaft wurde dem Gericht vorgetragen, welches beschloss, dass ein Teil des Materials auszuhändigen sei.
Der Rechtsstreit wurde auch deshalb öffentlich intensiv diskutiert, weil die Verurteilten ihre Verbrechen begingen, um Geld für linksgerichtete internationale Organisationen heranzuschaffen, vor allem für die marxistisch-leninistische Organisation PFLP, aber auch weil es den Angeklagten gelang, sich gegenseitig zu decken und Stillschweigen zu bewahren, was den Mord während des Raubüberfalls auf das Postamt in der Købmagergade betraf.
Die drei zu zehnjähriger Haftzeit Verurteilten, Niels Jørgensen, Jan Weimann und Torkil Lauesen, wurden Ende 1995 auf Bewährung freigelassen. Lauesen trat nach Absitzen seiner Strafe um 2001 als Globalisierungsgegner in Erscheinung; 2005 richtete sich das Augenmerk der Medien abermals auf Lauesen, nachdem bekannt wurde, dass er bei der Kopenhagener Kommune angestellt war. Heute ist Torkil Lauesen Autor, 2017 wurde sein Buch Det Globale Perspektiv („Die Globale Perspektive“) im Dänischen, 2018 im Englischen veröffentlicht, und unabhängiger Forschender im Bereich der Marxistischen Ökonomik und Dependenztheorie. Der Schweizer Marc Rudin, der im Oktober 1993 zu acht Jahren Gefängnis verurteilt worden war, wurde im Februar 1997 ebenfalls auf Bewährung freigelassen und in die Schweiz ausgewiesen.

## Nachspiel
Nachdem in den Büchern über die Blekingegade-Bande aufgezeigt wurde, dass die Aktivitäten der Gruppe bereits 1983 gestoppt werden hätten können, forderte der ehemalige dänische Außenminister Uffe Ellemann-Jensen Anfang Januar 2008 eine Untersuchung, warum die Ermittlungen damals eingestellt wurden. Auf Anordnung des damaligen Justizministers Brian Mikkelsen der Regierung Lars Løkke Rasmussen I wurde im Februar 2010 schließlich eine Untersuchungskommission eingesetzt. Die Kommission soll die Handhabung der Polizei bei den Ermittlungen gegen die Blekingegade-Bande untersuchen, nachdem Behauptungen geäußert wurden, dass der PET und das Justizministerium die Arbeit der Polizei behindert hätten.
Im Februar 2009 wurde auf Modkraft.dk das erste Interview nach 15 Jahren mit drei der Gruppenmitglieder veröffentlicht, darunter neben Torkil Lauesen und Jan Weimann auch mit Niels Jørgensen, der zuvor am 9. September 2008 im Bispebjerg Hospital im Alter von 54 Jahren verstorben war. Anlass war eine von ihnen verfasste 60-seitige Beilage zur Zeitschrift Social Kritik, in der sie unter anderem schreiben, dass ihre Taten in dänischem Kontext zwar illegal waren, aber dass es sich um Politik handelt(e) und dass sie „politische Räuber“ waren. Das folgende Zitat zeugt vom Verhältnis der Gruppe zu Gewalt und der ihrer Ansicht nach bestehenden Notwendigkeit.

„Hvis der med udsagnet: målet helliger midlerne, menes, at uanset hvilket mål, man ønsker at opnå, kan man bruge et hvilket som helst middel, som står til ens rådighed, uden hensyn til konsekvenserne, som dette måtte medføre for andre, så har Blekingegade-gruppen aldrig ladet sine handlinger følge dette motto. Lige så vel som vi ikke har ladet vores handlinger styre af det modsatte motto: målet helliger aldrig midlerne. Men der er et tredje synspunkt, som er mere realistisk end de to ovennævnte: Ikke alle mål helliger ethvert middel, men nogle mål helliger nogle midler under nogle omstændigheder. Det var dette synspunkt, som styrede vores handlinger. Men det er et besværligt synspunkt, fordi det kræver, at man overvejer alle tre parametre: målet, midlerne og de konkrete politiske omstændigheder. Her findes intet let korrekt svar.“

„Wenn mit der Aussage, der Zweck heiligt die Mittel, gemeint ist, dass ungeachtet welchen Zweck man zu erreichen wünscht, man jedes Mittel nutzen kann, das einem zur Verfügung steht, ohne Rücksicht auf die Konsequenzen, die diese für andere mit sich führen dürfte, dann ließ die Blekingegade-Gruppe ihre Taten nie nach diesem Motto folgen. Ebenso ließen wir uns bei unseren Taten von dem gegenteiligen Motto leiten: der Zweck heiligt nie die Mittel. Aber es gibt einen dritten Standpunkt, der realistischer als die zwei obengenannten ist. Nicht alle Zwecke heiligen die Mittel, aber einige Zwecke heiligen einige Mittel unter einigen Umständen. Es war dieser Standpunkt, der unsere Taten lenkte. Aber das ist ein unbequemer Standpunkt, weil er erfordert, dass man alle drei Parameter erwägt: der Zweck, die Mittel und die konkreten politischen Umstände. Darauf gibt es keine einfache korrekte Antwort.“

Im März 2009 äußerte sich Bo Weymann auf einer Pressekonferenz im Kopenhagener Kino Imperial, dass „er nicht weiß, wer den Polizisten erschossen hat, und wenn ich die anderen fragen würde, würde ich keine Antwort bekommen.“ Weymann verließ die Gruppe ein halbes Jahr vor dem Überfall auf das Postamt in der Købmagergade.

## Schilderungen über die Blekingegadebanden
Die ersten Artikel über die Blekingegadebanden wurden von dem dänischen Journalisten Lars Villemoes in der Zeitung Dagbladet Information in der Zeit nach den Festnahmen veröffentlicht. Vom dänischen Journalisten und Schriftsteller Peter Øvig Knudsen erschienen im Frühjahr und Herbst 2007 zwei Bücher über die Blekingegadebanden, die sich in Dänemark schnell zum Bestseller entwickelten und für die er mit dem prestigereichen dänischen Journalistenpreis Cavlingprisen ausgezeichnet wurde. Im August des gleichen Jahres wurde bekannt, dass an einer Fernsehserie und an einem Film über die Gruppe gearbeitet wurde. In Verbindung mit der Überreichung des Cavlingprisens bat Øvig Knudsen den damaligen Staatsminister Anders Fogh Rasmussen um Hilfe bei der Öffnung der Archive des PET, damit unklare Punkte in dem Fall geklärt werden können.
Einige Jahre später erschien das Buch Politiets hemmeligheder: Kriminalinspektør Jørn Moos genåbner Blekingegadesagen (Geheimnisse der Polizei: Kriminalinspektor Jørn Moos wiedereröffnet den Blekingegade-Fall) von Jeppe Facius und Anders-Peter Mathiasen, in dem der damalige leitende Ermittler Jørn Moos Anschuldigungen gegen den Geheimdienst PET richtete.
Im Herbst 2013 erschien das Buch Bankraub für Befreiungsbewegungen. Die Geschichte der Blekingegade-Gruppe, herausgegeben von Gabriel Kuhn. Es enthält Dokumente aus der Geschichte von KAK und M-KA, eine Antwort früherer Gruppenmitglieder auf die Bücher von Peter Øvig Knudsen sowie ein ausführliches Interview mit Torkil Lauesen und Jan Weimann.

### Dokumentarfilme
Im Auftrag von Danmarks Radio und in Zusammenarbeit mit Peter Øvig Knudsen produzierten Anders Riis-Hansen und Kenneth Kainz den aufwendig gestalteten Dokumentarfilm Blekingegadebanden, der 2009 erstaufgeführt wurde. Im Film äußerte sich Bo Weymann zu seinen Taten. Aus dem im Extramaterial enthaltende Aufnahmen von einem Interview mit ihm wurden 2009 in der DR1-Dokumentation Før Blekingegade (Vor (der) Blekingegade) ausgestrahlt. Im Jahr darauf zeigte der Sender TV 2 den Dokumentarfilm Blekingegade – sagen genoptaget (Blekingegade – der Fall (wird) wieder aufgenommen), der seinen Schwerpunkt auf den Kriminalinspektor Jørn Moos und seinen Anschuldigungen gegenüber dem PET legte. Der Film, in dem unter anderem zwei Polizeibedienstete und zwei Zeugen mitwirkten, wurde von Ole Grønbæk, Lars Høj, Jeppe Facius und Anders-Peter Mathiasen produziert.

### Verfilmung
Der Sender TV 2 strahlte 2009 unter dem Titel Blekingegade eine Fernsehserie aus, bei der Jacob Thuesen Regie führte. Die Serie, bei der die Figuren nach den Realpersonen benannt wurden, mischte Fiktion mit wirklichen Geschehnissen. Kritisiert wurde dabei, dass die Realpersonen in Verbindung mit Verbrechen gebracht wurden, für die sie nicht verurteilt wurden.